# Dangjin
Dangjin es una ciudad situada en el sur de la provincia de Chungcheong del Sur, en Corea del Sur. Se encuentra en la orilla sur de la bahía de Asan. Dangjin bordea Incheon, Pyeongtaek, y Hwaseong por mar, y Seosan, Yesan, y Asan por tierra. En 2022, la población ascendía a 166 894 habitantes.

## Toponimia
El nombre "Dangjin" fue utilizado por primera vez para referirse a esta zona durante la dinastía Joseon. Significa "el transbordador de Tang", en referencia al papel histórico del puerto de Dangjin, en la conexión de Corea con China, al otro lado del Mar Amarillo. Este papel sigue siendo importante en la economía de la ciudad, que se basa en una mezcla de la agricultura y la industria pesada.
Desde 1413 hasta 1895, la localidad era conocida como Dangjin-hyeon, una división de la provincia de Chungcheong.
Dangji comparte el mismo nombre Hanja (唐津市) que la ciudad japonesa de Karatsu, en la prefectura de Saga.

## Historia
Al estar en el Mar Amarillo, el puerto de Dangjin ha sido importante para el comercio entre Corea y China, y desde tiempos remotos se defendió contra la invasión extranjera convirtiéndose en una ciudad fortaleza (eupseong). Según la leyenda, el eupseong fue construido en el año 16 del rey Chungyeol (1290 d. C.), pero actualmente se cree que fue construido durante el período Baekje y modificado durante el período Joseon para evitar la invasión extranjera. El eupseong de Mianchuan es una ciudad con cuatro puertas al este, oeste, sur y norte. Fue reconstruido en el año 13 del rey Taejong de la dinastía Joseon, y fue reconstruido durante el reinado del rey Gyeongjong.
La ciudad alcanzó sus fronteras actuales, en 1973, con la fusión de una parte de Jeongmi-myeon en Unsan-myeon de Seosan.

## Economía
Dangjin es la sede de varias fábricas, como las industrias de acero operadas por Hyundai y por Hyundai Hysco INI Acero. Estas fábricas se suministran en parte gracias a los buques que atracan en el puerto de Dangjin, un puerto de carga con cinco muelles, dos de las cuales se dedican al transporte de bobinas de acero.
Como ya se ha apuntado, su papel en las comunicaciones entre Corea y China también es fundamental para su economía.

## Infraestructuras
Aunque Dangjin sea una ciudad pequeña, ofrece una amplia variedad de restaurantes, una sala de cine local, un parque, una biblioteca, cafés con conexión a Internet, un supermercado al estilo occidental, gimnasios, baños naturales, mercados tradicionales coreanos y varios monumentos y exposiciones culturales cercanos.
Dangjin también se encuentra cerca del Parque Taenhaen Marine y de numerosas playas.

## Educación
En marzo de 2005, había en Dangjin 38 escuelas preescolares, 33 escuelas primarias, 12 escuelas de enseñanza media y 8 escuelas preparatorias (de bachillerato), que atendían a un total de 14 293 estudiantes. Todos estos órganos son supervisados por la Oficina Dangjing de Educación.
La única institución de educación superior en la ciudad es la Escuela Shinsung.

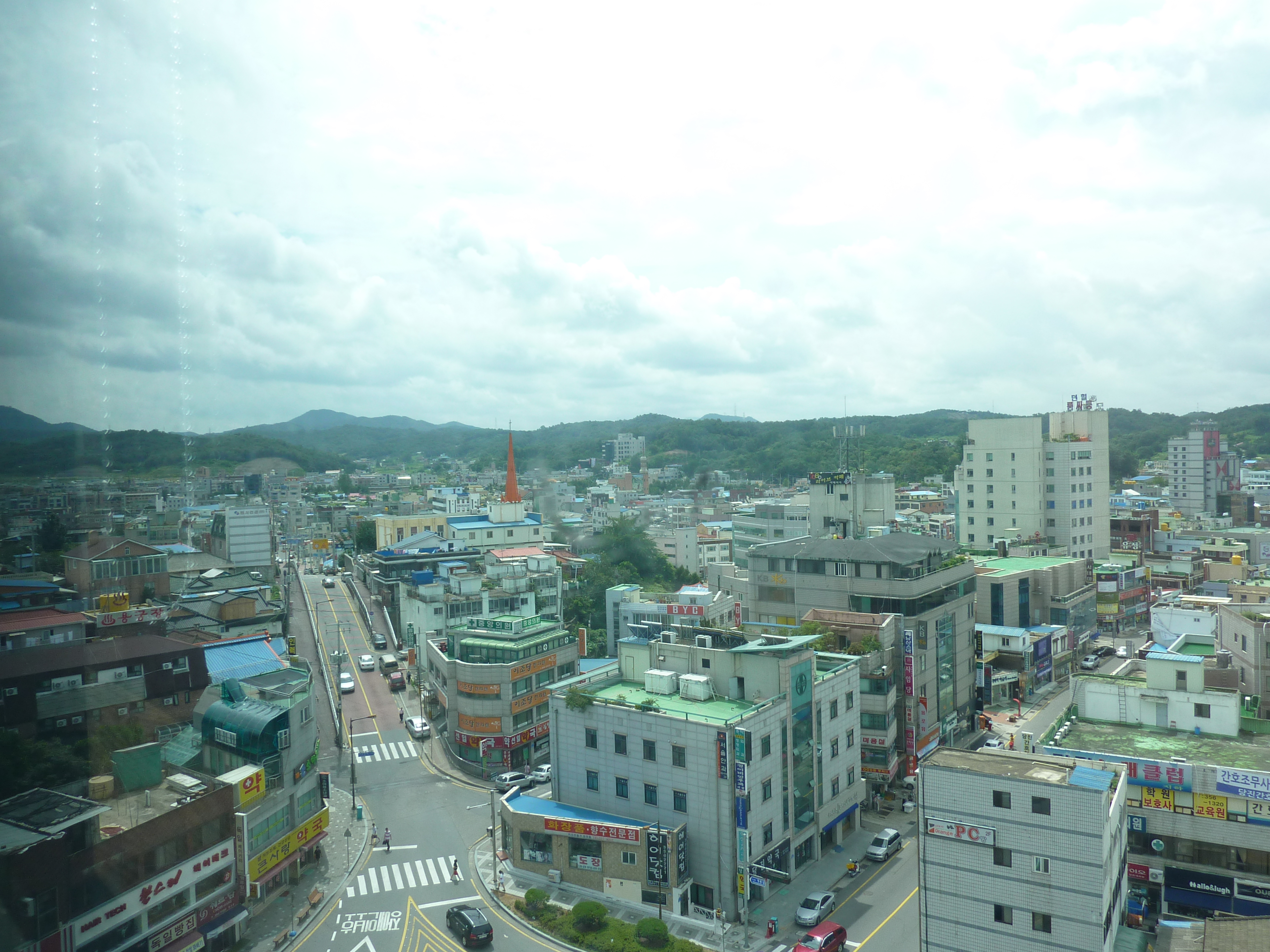
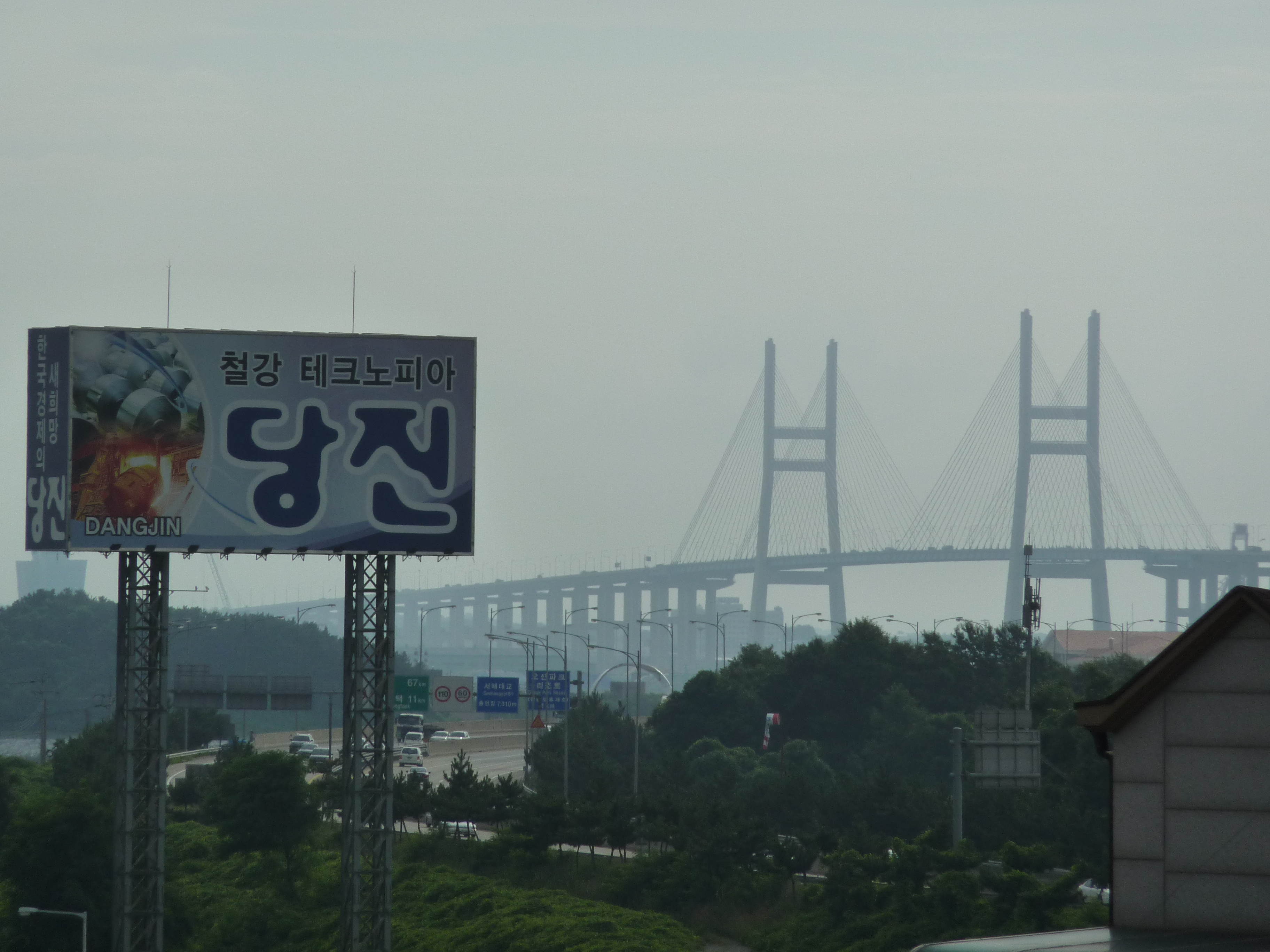
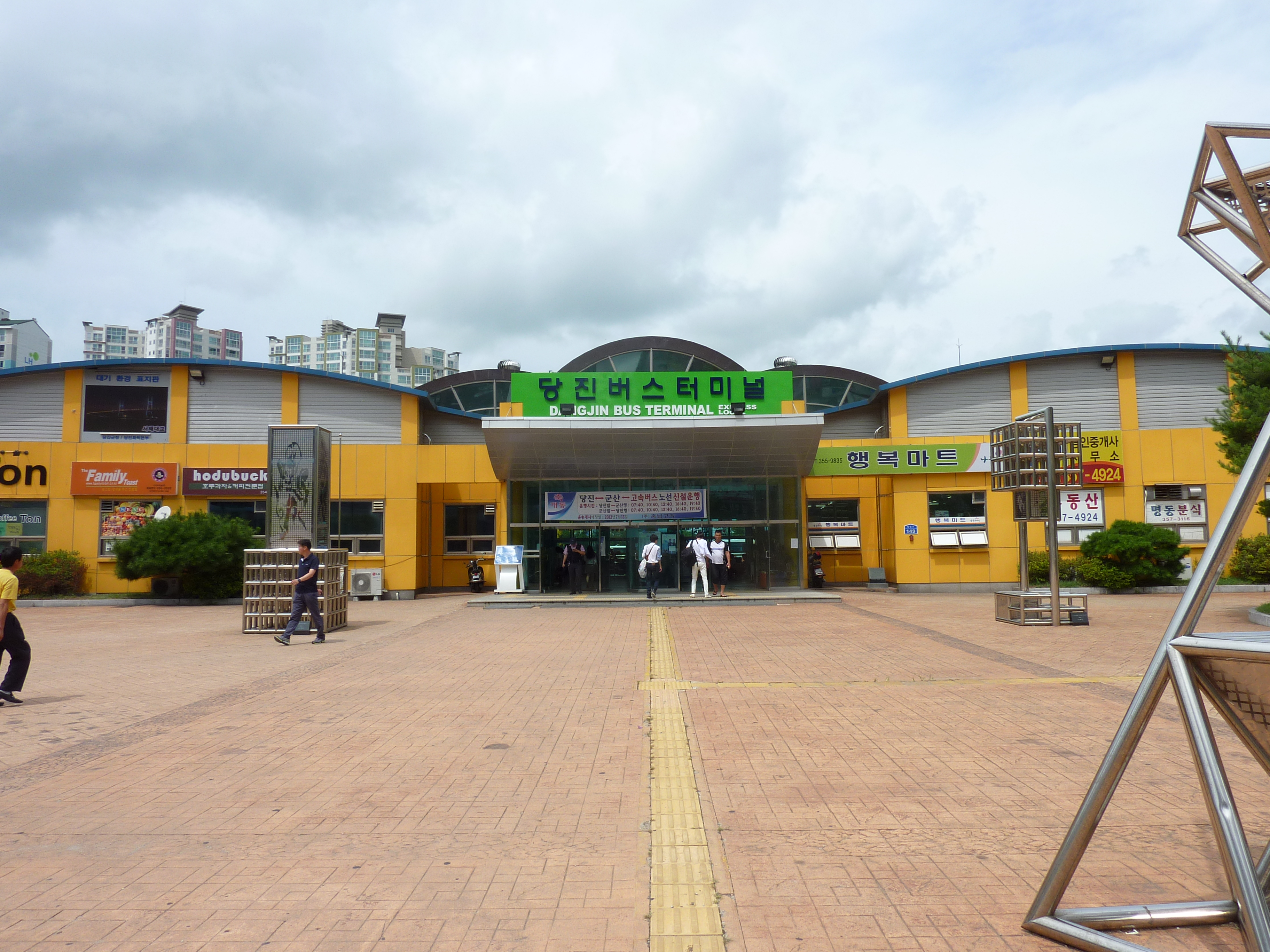